# Каждан, Давид
Дави́д Кажда́н (Дми́трий Алекса́ндрович Каждан, ивр. דוד קשדן‎; род. 20 июня 1946, Москва) — израильский, в прошлом советский и американский математик. Член Национальной академии наук США (1990) и Израильской академии наук (2006), лауреат премии Израиля (2012) и премии Шао (2020). Макартуровский стипендиат (1990).

## Биография
Родился в семье Александра Каждана. В 1961 году, будучи учеником 9 класса школы № 125, завоевал вторую премию на Всесоюзной математической олимпиаде среди 10-х классов. В том же году опубликовал в Докладах АН СССР свою первую научную статью.
Окончил МГУ (1967) и работал там же. Досрочно окончил аспирантуру и защитил кандидатскую диссертацию под руководством Александра Кириллова в 1969 году.
Эмигрировал из СССР в 1974 году, жил в Бостоне, состоял профессором в Гарвардском университете. В эмиграции изменил своё имя на принятое в семье Давид, стал ортодоксальным евреем. В 2002 году перебрался в Израиль.
Продолжает работу в Еврейском университете в Иерусалиме, является профессором этого университета и профессором-эмеритом Гарварда. Член Американской академии искусств и наук (2008).
Лауреат премии фонда Мак-Артуров (1990—1995), Премии Израиля по математике (2012) и премии Шао (с Александром Бейлинсоном, 2020).
В 2012 году прочёл пленарный доклад на Европейском математическом конгрессе.
Считается одним из ведущих учёных математической школы Израиля Гельфанда, с которым выпустил несколько совместных работ. Кроме того, сотрудничал с Сергеем Гельфандом, Виктором Кацем, Джорджем Люстигом (многочлен Каждана — Люстига), Григорием Маргулисом (теорема Каждана — Маргулиса), Ювалем Фликером, Самуэлем Паттерсоном.
Один из учеников — филдсовский лауреат Владимир Воеводский.

## Семья
Жена — Елена Слободкина, дочь Марка Соломоновича Слободкина (1909—2003), учёного в области транспортировки нефти и газа, систем автоматического управления. 
Сыновья: 
- Эли (генеральный директор частной компании в Израиле),
- Михаэль (профессор информатики в Университете Джонса Хопкинса),
- Даниэль (адвокат в Вашингтоне);

дочь — Дина (социальный работник в Израиле).